# كاتسوجي موري
كاتسوجي موري (森功至 موري كاتسوجي) هو مؤدي أصوات ياباني ولد في 10 يوليو 1945 في طوكيو.
عمل سابقاً تحت الاسم المستعار سيتسويا تاناكا (田中雪弥 تاناكا سيتسويا)

## أدواره في الأنمي

### مسلسلات أنمي تلفزيونية
- سبيد ريسر - سبيد ريسر
- حجرة أبحاث RD - ماساميتشي هارو
- كاتاناغاتاري - شيكيزاكي كيكي
- قبضة نجم الشمال - شو
- دراغون بول - بامبوت
- دراغون بول Z - نيل
- البدلة المتنقلة جاندام - جارما زابي
- سيلور مون - نيفرايت
- كيدي غريد - رونو
- حفيد نوراريهيون - إينوغامي غيوبو تانوكي
- روزاريو + فامباير CAPU2 - والد موكا أكاشيا
- فافنر في السماء الزرقاء - ميتسوهيرو بارتلاند
- نايت رايد 1931 - سيشيرو إيتاغاكي
- تيلز أوف ذي أبيس - موس
- ساندي بل - إليك بيترسون
- غوست سويبر ميكامي - الكونت فلادو
- فريق نينجا العلوم غاتشامان - كين الصقر
- غاتشامان كراودز - جاي جاي روبنسون
- غاتشامان كراودز إنسايت - جاي جاي روبنسون
- سينت سيا - أوريغا كابيلا
- مغامرات الفضاء: يوفو - جريندايزر - القائد يارا
- بوكيمون أوريجينز - بروفسور أوك
- بينو - يوجين

### أوفا أنمي
- مغامرة جوجو الغريبة - جان بيير بولناريف
- تيلز أوف سيمفونيا ذي أنيميشن: فصل اتحاد العوالم - أوريجين

### أفلام أنمي
- سينت سيا: أسطورة الشباب القرمزي - لينكس جاو
- سينت سيا: محاربو الحرب الأخيرة - سيراف بيلزيباب

## أدواره في الدبلجة اليابانية
- هاري بوتر والأمير الهجين - هوراس سلوغهورن

## وصلات خارجية
- كاتسوجي موري على موقع IMDb (الإنجليزية)
- كاتسوجي موري على موقع ميوزك برينز (الإنجليزية)
- كاتسوجي موري على موقع ديسكوغز (الإنجليزية)
- كاتسوجي موري على موقع قاعدة بيانات الفيلم (الإنجليزية)
- كاتسوجي موري على موقع ANN person (الإنجليزية)